# Молодёжное (Харьковская область)
Молодёжное (укр. Молодіжне; до 2024 года — Першотравневое), село, Бердянский сельский совет, Берестинский район, Харьковская область, Украина.
Код КОАТУУ — 6322280502. Население по переписи 2001 года составляет 375 (186/189 м/ж) человек.

## Географическое положение
Село Першотравневое находится в балке Жучиха по которой протекает пересыхающий ручей с запрудами, примыкает к селу Травневое, на расстоянии в 3 км расположено село Бердянка.
Рядом с селом проходит автомобильная дорога М-18.

## История
- 1905 — основано как село Жучиха, Рыково.[источник?]
- 1930 — переименовано в село Першотравневое в ччесть праздника 1 мая.

## Происхождение названия
Село наименовано в честь праздника весны и труда Первомая, отмечаемого в различных странах 1 мая; в СССР он назывался Международным днём солидарности трудящихся.
На территории Украиской ССР имелись 50 населённых населённых пунктов с названием Першотравневое и 27 — с названием Первомайское, из которых до тридцати находились в 1930-х годах в тогдашней Харьковской области.

## Экономика
- Молочно-товарная ферма.
- КСП «Першотравневое».

## Достопримечательности
- Братская могила советских воинов.